# Jaźwina

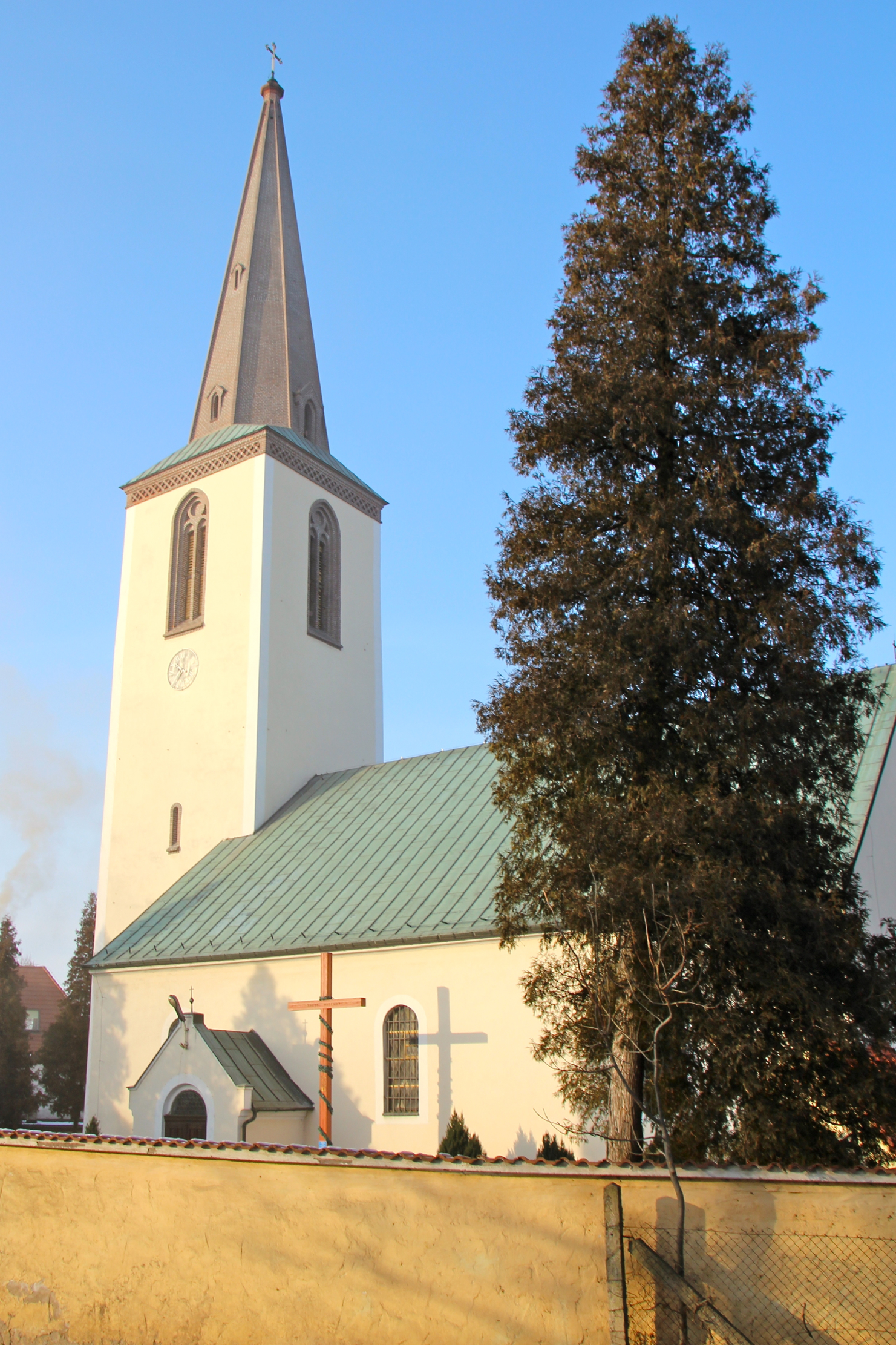
Christi-Himmelfahrts-Kirche

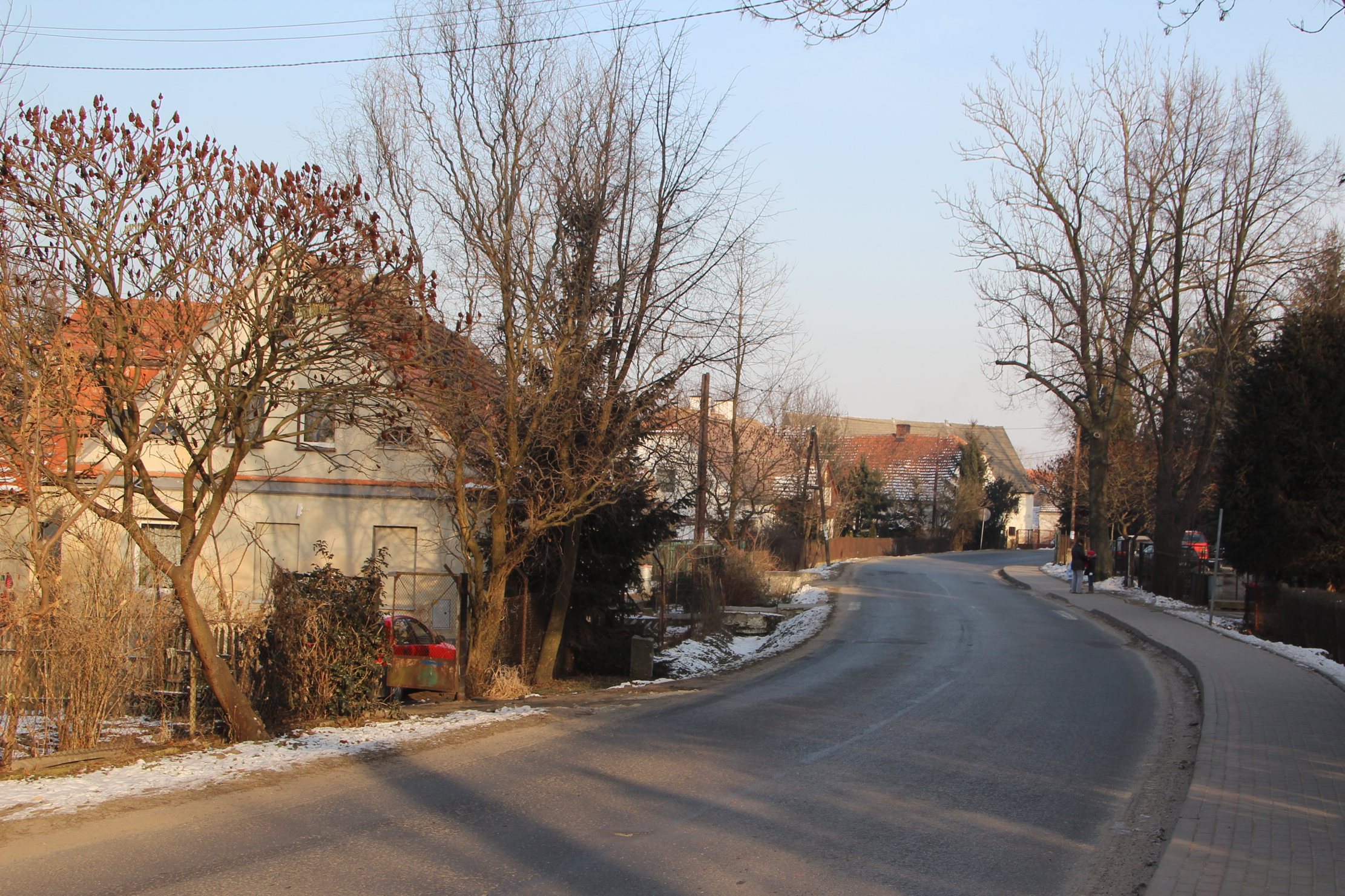
Straßenzug

Jaźwina (deutsch Langseifersdorf, auch Langenseifersdorf, schlesisch Seiberschdurf) ist ein Dorf in der Landgemeinde Łagiewniki (Heidersdorf) im Powiat Dzierżoniowski (Kreis Reichenbach) in der Woiwodschaft Niederschlesien in Polen.

## Lage
Jaźwina liegt ca. 14 Kilometer nordöstlich der Stadtgemeinde Dzierżoniów (Reichenbach) und 54 Kilometer südwestlich der Woiwodschaft-Hauptstadt Breslau. Nachbarorte sind Kiełczyn (Költschen) im Nordwesten, Tuszyn (Hennersdorf) im Südwesten, Kuchary (Kuchendorf) und Słupice (Schlaupitz) im Nordosten, Stoszów (Stoschendorf) und Janczowice im Südosten.

## Geschichte
Der Ort wurde möglicherweise Ende des 13. Jahrhunderts durch deutsche Siedler als Waldhufendorf gegründet. Die Ersterwähnung von „Siffridsdorf“ erfolgte 1305 im Gründungsbuch des Bistums Breslau. 1335 erscheint erstmals auch eine Kirche im Zehntregister des Nuntius Galhardus. Seiner Größe wegen und zur Unterscheidung anderer Dörfer mit Namen Seifersdorf erhielt die Siedlung bald den Namen Groß- oder Langseifersdorf. 1340 wird der Ort in einer Urkunde als „Syffredisdorff“ und 1374 als „Großen Seiffridisdorff“ genannt. Territorial gehörte Langseifersdorf zum Herzogtum Schweidnitz, mit dem es nach dem Tod des Herzogs Bolko II. 1368 erbrechtlich an die Krone Böhmen fiel. Das Dorf gliederte sich früh in mehrere Anteile.
Besitzer von Oberlangseifersdorf waren: 1469 Hans von der Heide, 1626 Hans Wolfram von der Heide, 1663 Konrad von der Heide, 1697 der Justizrat von der Heide, 1740 die Familie von Schweinitz, 1773 bis 1779 Dorothea Elisabeth von Schweinitz, geb. von der Heide. Niederlangseifersdorf gehörte bis 1502 George von Mühlheim, 1654 Christoph Friedrich von Gablenz, 1689 Adam Leonhard von Dobschütz, 1697 bis 1737 Hans Friedrich Freiherr von Sandretzky und Sandraschütz. Seit 1778 gehörte Oberlangseifersdorf zur Majoratsherrschaft Langenbielau der Grafen von Sandretzky und Sandraschütz.
Nach dem Ersten Schlesischen Krieg fiel Langseifersdorf 1741/42 mit dem größten Teil Schlesiens an Preußen. Die alten Verwaltungsstrukturen wurden aufgelöst und Langseifersdorf in den Landkreis Reichenbach eingegliedert, mit dem es bis 1945 verbunden blieb. 1783 bestand Oberlangseifersdorf aus einem Vorwerk, drei Bauern, 26 Gärtnern, acht Häuslern, einer Wassermühle und 221 Einwohnern. Niederlangseifersdorf enthielt 1783 ein herrschaftliches Schloss mit Garten, ein Vorwerk, eine katholische Kirche, ein Pfarrhaus, ein Schulhaus, zwölf Bauern, 42 Gärtner, 40 Häusler, drei Wassermühlen, eine Windmühle und 689 Einwohner. 1848 bestand Langseifersdorf aus folgenden Anteilen bzw. Dominien:
1. Niederlangseifersdorf gehörte dem Grafen von Sandreczky auf Langenbielau. Es bestand aus 147 Häusern, einem herrschaftlichen Schloss mit Garten, zwei Vorwerken, 1089 überwiegend evangelischen Einwohnern (338 katholisch), evangelischer Kirche teilweise zu Hennersdorf, teilweise zu Ober-Panthenau im Kreis Nimptsch, einer evangelischen Schule nur für diesen Ort, eine katholische Pfarrkirche unter dem Patronat des Dominiums, einem Pfarrwidum mit 84 Morgen Acker und 20 Morgen Strauchholz, einer katholischen Schule (eingeschult Oberlangseifersdorf, Stoschendorf und Kuchendorf), zwei Windmühlen, einer herrschaftliche Brauerei, einer Brennerei, einem Försterhaus, drei Wirtshäusern, sieben Leinwebstühlen, 37 Handwerkern, elf Händlern und 16 Hausierern. Zu Niederlangseifersdorf gehörte die Kolonie Straßenhäuser, mit zehn Häusern, 87 Einwohnern (39 katholisch), drei Wassermühlen mit vier Einwohnern, eine rustikale Brennerei, ein Wirtshaus und einigen Webern.
2. Oberlangseifersdorf, dem Landrat von Prittwitz gehörig, mit 60 Häusern, einem Vorwerk, 398 Einwohnern (152 katholisch), evangelische Kirche zu Hennersdorf, katholische Kirche zu Niederlangseifersdorf, zwei Windmühlen, eine rustikale Brennerei, ein Wirtshaus, 13 Handwerkern, drei Händlern und einem 111 Morgen großen Teich.

1874 wurde aus den Landgemeinden Niederlangseifersdorf, Stoschendorf und deren Gutsbezirken der Amtsbezirk Niederlangseifersdorf gebildet. 1928 erfolgte der Zusammenschluss der Landgemeinde Niederlangseifersdorf  und der Landgemeinde Oberlangseifersdorf zur neuen Landgemeinde Langseifersdorf. Als Folge des Zweiten Weltkriegs fiel Langseifersdorf 1945 mit dem größten Teil Schlesiens an Polen. Nachfolgend wurde es in Jaźwina umbenannt. Die deutschen Einwohner wurden – soweit sie nicht schon vorher geflohen waren – vertrieben. Die neu angesiedelten Bewohner stammten teilweise aus Ostpolen, das an die Sowjetunion gefallen war. Jaźwina gehört heute zur Landgemeinde Łagiewniki.

## Sehenswürdigkeiten
- Katholische Pfarrkirche Christi Himmelfahrt, 1335 erstmals urkundlich erwähnt, im Zuge der Reformation seit ca. 1520/30 evangelisch; der Vorgängerbau wurde während des Dreißigjährigen Krieges zerstört, 1654 den Protestanten entzogen, die sich seitdem zur Kirche in Hennersdorf und Panthenau hielten, 1692 auf Geheiß des Patrons von Dobschütz umgebaut und erweitert, der Westturm kam 1885 hinzu, Ausstattung aus dem Ende des 17. Jahrhunderts mit gotischer Madonnenskulptur aus dem Ende des 15. Jahrhunderts. Zur katholischen Kirche waren Mitte des 19. Jahrhunderts gepfarrt: Langseifersdorf und Kuchendorf mit Filialkirchen in Bertholdsdorf, Lauterbach und Stoschendorf.
- Burg- oder Schlossruine Niederlangseifersdorf, Nord- und Ostflügel bereits vor dem 20. Jahrhundert verfallen, im Westflügel war eine evangelische Kapelle mit einem Glockenturm eingerichtet, von der heute die Außenmauern und Kellergewölbe stehen.[5]
- Herrenhausruine Oberlangseifersdorf, aus dem 19. Jahrhundert, nach 1945 zu einem Wohngebäude umfunktioniert, später verfallen, heute Ruine[6]

## Persönlichkeiten
- Carl Gottlieb Ferdinand von Sandretzki (1746–1803), Landrat des Kreises Frankenstein